# Estação Dinamo
Dínamo (em russo:  Динамо) é uma das estações da linha Zamoskvoretskaia (Linha 2) do Metro de Moscovo, na Rússia. Estação «Dinamo» está localizada entre as estações «Bielorrússkaia» e «Aeroport».